# Diecezja Saint-Flour
Diecezja Saint-Flour – diecezja Kościoła rzymskokatolickiego we Francji. Została erygowana 20 lutego 1317 roku, obecny kształt terytorialny uzyskała w 1822 roku. W 2002 została przeniesiona ze zlikwidowanej wówczas metropolii Bourges do nowo powstałej metropolii Clermont.